# Course de côte
 (juillet 2012).
Si vous disposez d'ouvrages ou d'articles de référence ou si vous connaissez des sites web de qualité traitant du thème abordé ici, merci de compléter l'article en donnant les références utiles à sa vérifiabilité et en les liant à la section « Notes et références ».

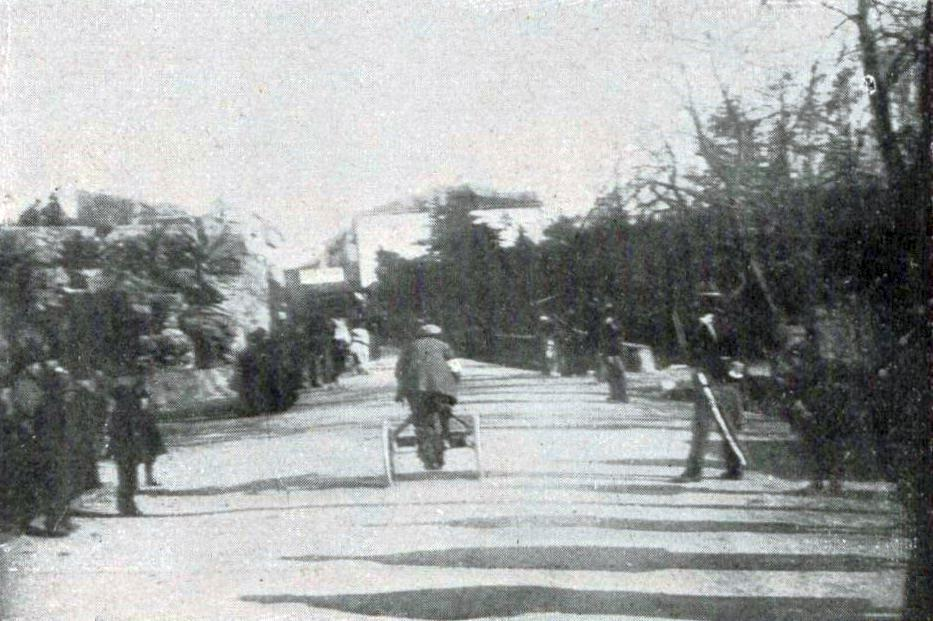
Rivière, sur le tricycle de Paul Chauchard lors de la première édition de la Course de côte Nice - La Turbie, le 31 janvier 1897.

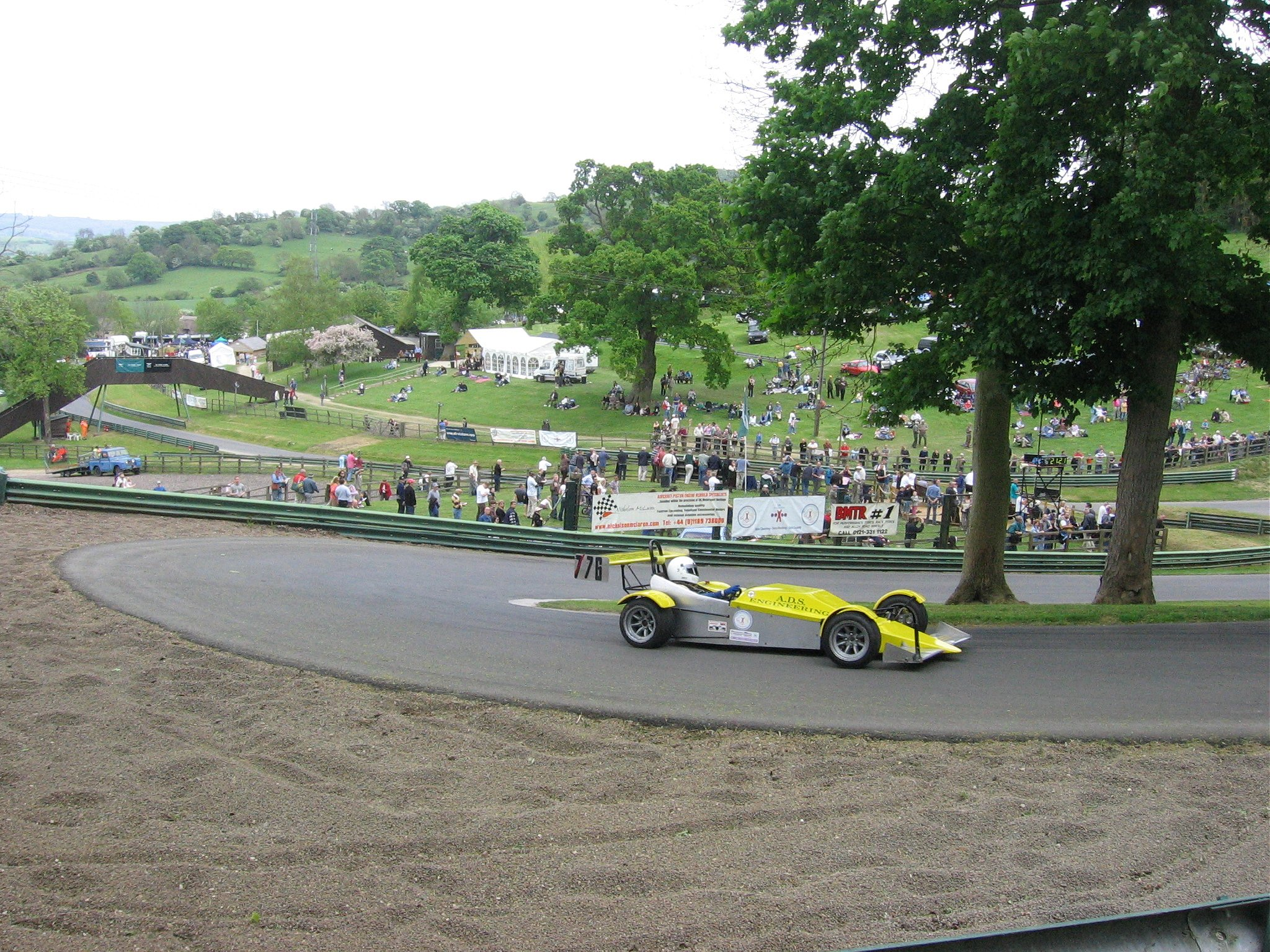
Une course de côte au Royaume-Uni.

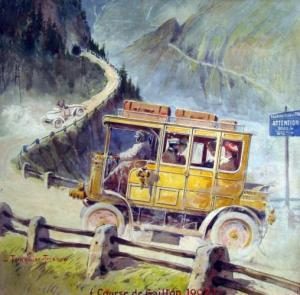
Course de côte de Gaillon, 1902.

La course de côte (ou simplement « la côte » dans le jargon) est une discipline de sport automobile et motocycliste, plus rarement de cyclisme ou de course à pied, qui consiste à parcourir le plus rapidement possible un tracé au dénivelé relativement important.
En anglais, les courses de côte sont appelées « hillclimbing » alors qu'en français, le terme est réservé aux compétitions motocyclistes extrêmes de type « montée impossible ».

## Origines
La toute première course de côte au monde départ arrêté a eu lieu à la Turbie le 31 janvier 1897. André Michelin en fut le lauréat sur son Break-Vapeur De Dion de 15hp monté sur pneumatiques, avalant les presque dix-sept kilomètres de l'ascension en un peu plus d'une demi-heure et arrivant à dépasser les trente kilomètres à l'heure de moyenne, lors de la troisième étape de la course Marseille-Nice-La Turbie.
Une autre course de côte automobile, la course de côte de Chanteloup, se déroula sur les pentes de Chanteloup-les-Vignes le 27 novembre 1898. Elle fut organisée par Paul Meyan, alors directeur de La France automobile.

## Parcours

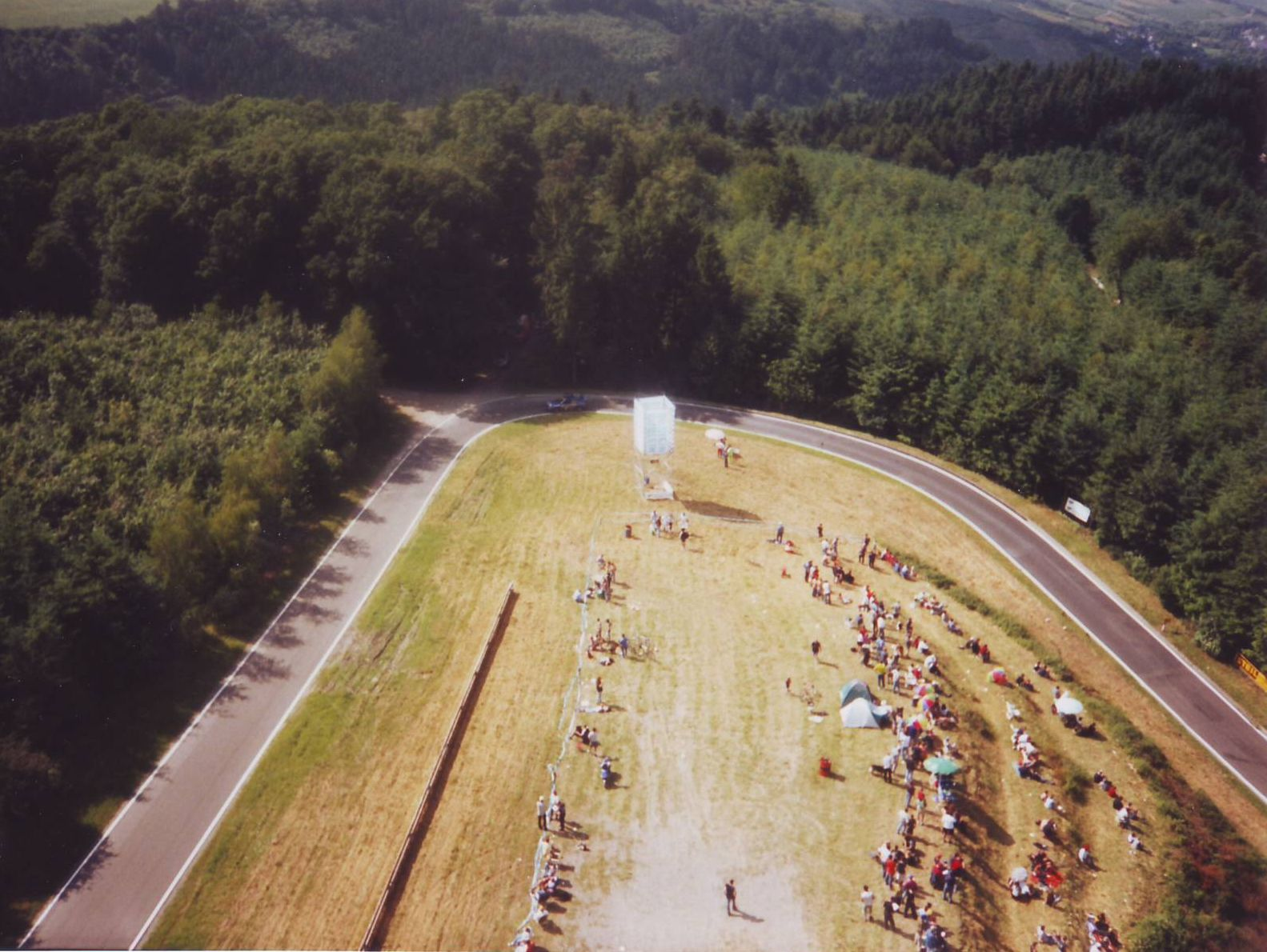
Parcours de la course de côte de Trier (Grand Prix d'Allemagne).

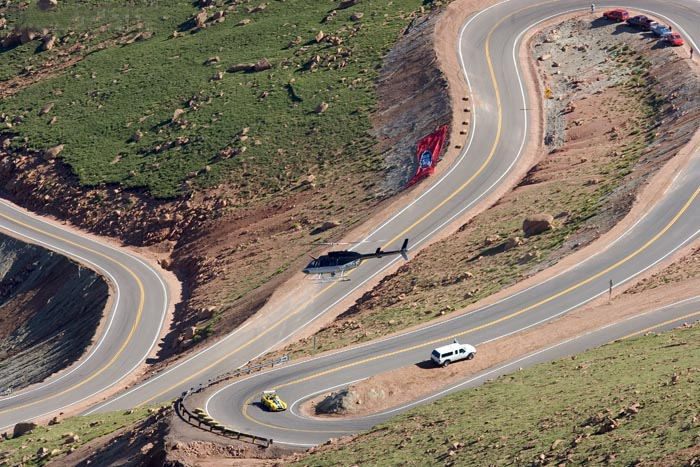
Pikes Peak International Hill Climb en 2007.

Une course de côte peut se dérouler sur un parcours long d'un kilomètre jusqu'à plus de 10 kilomètres. Comme le rallye, elle a lieu sur une voie publique fermée pour l'occasion, généralement asphaltée, mais peut se courir sur d'autres surfaces, comme ce fut le cas de l'épreuve de Pikes Peak, aux États-Unis.
Comme son nom l'indique, une course de côte se déroule habituellement dans une région montagneuse, à défaut vallonnée. Ceci implique un parcours sinueux enchaînant lacets, accélérations rapides, et virages serrés. Le pourcentage de la pente varie selon les voies utilisées mais doit toujours être supérieur à un taux minimal défini par le règlement du championnat dans le cadre duquel se déroule l'épreuve.

## Déroulement
Les concurrents se présentent au départ et partent un par un à intervalles réguliers du bas de la côte, le but est de la gravir le plus rapidement possible. Une fois toutes les voitures en haut, elles redescendent en convoi vers le parc automobile situé à la base du parcours.
Les épreuves se déroulent généralement sur la durée d'un week-end, parfois sur une seule journée si la longueur du parcours et le nombre de concurrents le permettent. Les pilotes ont droit à plusieurs montées d'essais, généralement deux ou trois, qui précèdent les montées chronométrées, elles aussi au nombre de deux ou trois.
Le résultat final peut être déterminé par le meilleur temps, l'addition des temps, ou encore la moyenne des temps réalisés. Ainsi, la façon dont est déterminé le vainqueur peut varier en fonction des règlements. Au Luxembourg et en France, seule la manche la plus rapide est comptabilisée, en Suisse les deux manches les plus rapides (sur trois courues) sont additionnées, en Allemagne, on additionne toutes les manches (jusqu'à quatre peuvent être courues).

## Véhicules

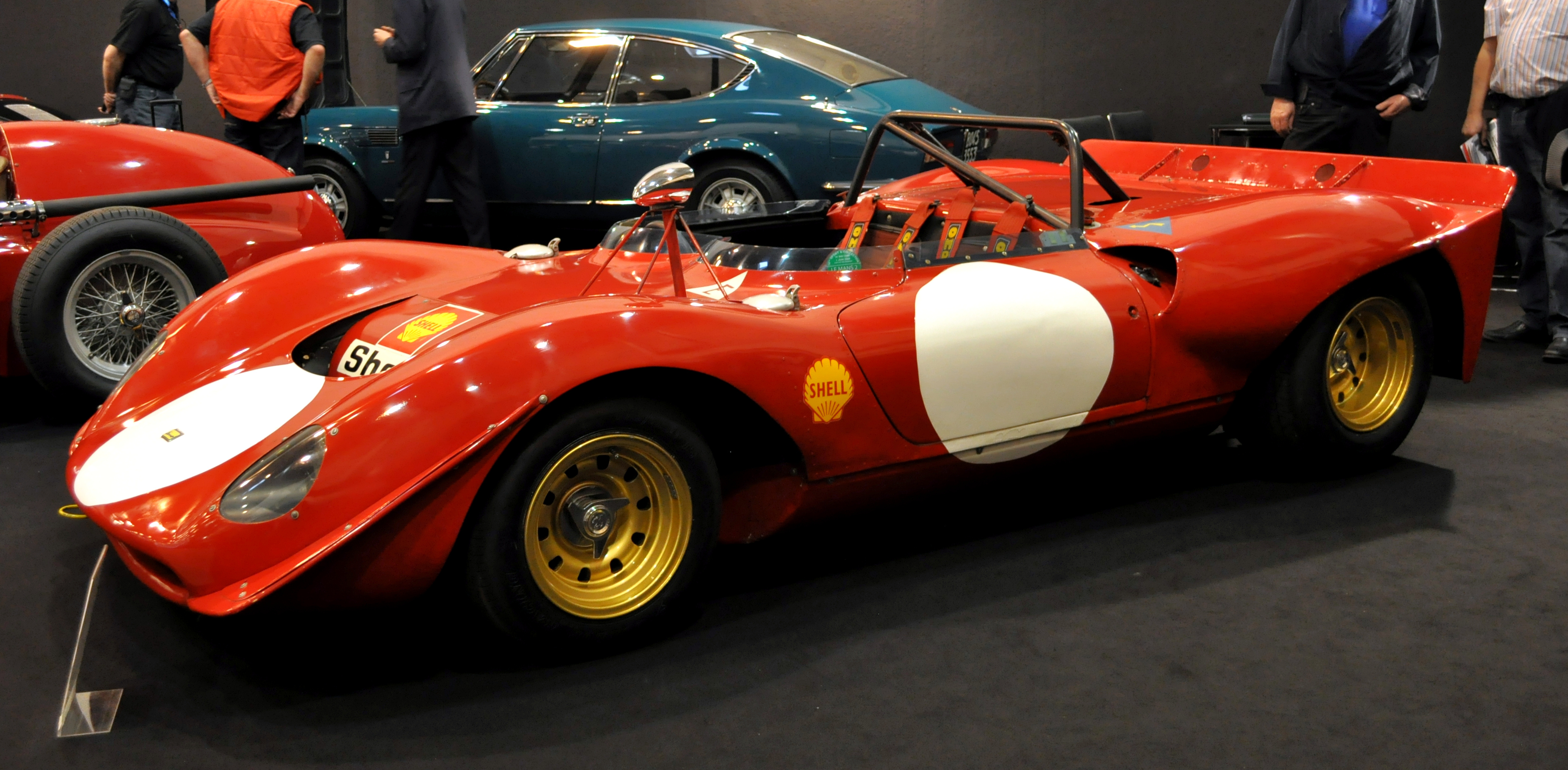
Une Ferrari Dino type 206 (modèle champion d'Europe en 1965 avec Ludovico Scarfiotti).

Les véhicules engagés dans ces épreuves peuvent appartenir à des catégories complètement différentes : voiture de tourisme, grand tourisme, Sport-prototype ou encore monoplace. La nature des parcours favorisant les véhicules développant beaucoup de puissance et de couple, capables de produire de puissantes accélérations, il est commun que la victoire toutes catégories revienne aux monoplaces, lesquelles distancent de peu les sport-prototypes dont les plus rencontrés sont désormais les Osella et les Norma (des Formule 5 ayant même pu être occasionnellement autorisées à s'engager, tant en compétitions européennes que nationales).
Il arrive aussi qu'un championnat soit réservé aux véhicules historiques, celui-ci pouvant se dérouler sur les épreuves du championnat régulier ou sur des parcours spécifiques.

## Championnats
Tous les pays n'organisent pas de championnat de course de côte car certains sont limités par le relief peu accidenté de leur territoire. Certains pays comme la France ou l'Allemagne possèdent un championnat assez relevé qui rassemble de nombreux concurrents et des voitures spectaculaires. Il existe d'autres championnats nationaux comme en Belgique, Espagne, Italie ou en Autriche. Le championnat suisse était composé d'épreuves sur circuits et de courses de côte, mais a commencé à les comptabiliser séparément en 2007. Le Luxembourg n'a pas suffisamment d'épreuves pour un championnat complet sur son territoire, plusieurs courses sont disputées en Belgique, en France et en Allemagne.
La Fédération internationale de l'automobile (FIA) organise chaque année un championnat et une coupe d'Europe (la nouvelle Coupe FIA à compter de 2014), ainsi qu'un Challenge international FIA de course de côte.
De 1963 à 1967, la pratique de la côte fait aussi partie du Championnat du monde des voitures de sport, essentiellement les trois premières années avec quatre des vingt à vingt-deux épreuves, les courses les plus représentées étant à trois reprises Rossfeld, Fribourg-en-Brisgau et Ollon-Villars. La Suisse étant seule présente durant les cinq années, avec Ollon-Villars et Crans-Montana,.

## Ascensions chronométrées à pieds ou à vélo
Les courses en montagne et épreuves cyclistes en côte sont parfois appelées courses de côte, par analogie aux épreuves motorisées du même genre.